# Operace Visla

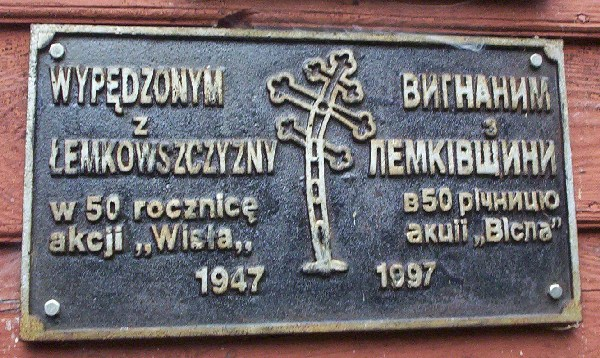
Pamětní tabulka vyhnaným z Lemkovska v průběhu operace Visla

Operace Visla (polsky Akcja "Wisła" [akcja visua], ukrajinsky Операція «Вісла» [operacija visla]) je označení pro operaci probíhající v roce 1947 na územích východního a jihovýchodního Polska. Akce byla nejprve zamířena na likvidaci osvobozeneckých jednotek UPA (Ukrajinské povstalecké armády), vojenské složky OUN (Organizace ukrajinských nacionalistů).
Akce Visla začala 28. dubna 1947, přičemž byly rozbity jednotky UPA o síle kolem 1500 osob, bylo uvězněno kolem 2900 osob aktivních nebo domnělých členů OUN. Následovaly deportace celkem asi 140 000 obyvatel zejména z regionů Polesí, Roztočí, Bieščad, Nízkého Beskydu a dalších horských oblastí Východních Karpat. Ti pak byli přesídleni na území, která Polsko po roce 1945 nově získalo od Německa. Vysídleni byli hlavně Ukrajinci (včetně Ukrajinců po válce vyhnaných z USSR Sovětským svazem), dále Rusíni, (Lemkové, Bojkové), ale i Poláci ze smíšených rodin. Hlavním důvodem vysídlení byla často jen příslušnost k pravoslavné nebo řeckokatolické církvi.
I když hlavní akce byly ukončeny ještě v létě 1947, ještě do roku 1950 docházelo k drobným vojenským operacím a vysídlování obyvatel.
Akce Visla je považována za diskutabilní, na jedné straně byla zajištěna svrchovanost Polska ve východních oblastech po vytvoření nových hranic, organizace jako OUN usilovaly o vznik Ukrajinského státu, nezávislého na Polsku i SSSR, na straně druhé docházelo k nespravedlivému vysídlení množství obyvatel pouze s minimem majetku a jejich rozmístění na nová území a to často zpřetrháním původních rodinných a místních vazeb. Následovalo pomalé osidlování dotčených oblastí polským obyvatelstvem.
Pochybení v jednáním s ukrajinským obyvatelstvem při Akci Visla bylo uznáno polským ministerstvem vnitra už v roce 1956, odsouzena byla v roce 1990 Polským sejmem a v roce 2008 společným komuniké prezidentů Polska a Ukrajiny.